# Desfilada d'Or dels Faraons
Desfilada d'Or dels Faraons (àrab: موكب المومياوات الملكية, Mawkib al-Mūmiyāwāt al-Malakiyya, ‘Desfilada de Mòmies Reials’,  copte: Ϯϫⲓⲛⲟⲩⲱⲛϩ ⲛ̀ⲛⲓⲫⲁⲣⲁⲱ ⲛ̀ⲛⲟⲩⲃ,  Tiḏinouōnh nnipharaō nnoub) va ser un esdeveniment celebrat al Caire, Egipte, el 3 d'abril de 2021, durant el qual vint-i-dues mòmies pertanyents a Reis i Reines del Nou Regne de l'antic Egipte van ser traslladades del Museu Egipci al Museu Nacional de la Civilització Egipcia de Fustat.

## Antecedents
Les vint-i-dues mòmies que es van traslladar van ser descobertes en dos llocs, el Royal Cache a Deir el-Bahari i la tomba d’Amenhotep II, el 1881 i el 1898, respectivament. Des del seu descobriment, havien estat traslladades diverses vegades fins que finalment es van col·locar al Museu Egipci de la plaça Tahrir. Amb el pas dels anys, a causa del creixent nombre de descobriments arqueològics, el Museu Egipci va començar a perdre la seva capacitat de mostrar completament els artefactes que s'hi van col·locar, cosa que va portar el govern a planificar nous museus, inclosos el Gran Museu Egipci i el Museu Nacional de la Civilització Egipcia (NMEC). Abans de l'esdeveniment, el govern va començar a renovar la plaça Tahrir reunint un Obelisc trencat de Tanis que va ser construït pel rei Ramsès II al mig de la plaça, envoltat de quatre Esfinxs que es van portar del temple de Karnak a Luxor, a més dels treballs d’il·luminació realitzats en edificis amb vista a la plaça.

## Esdeveniment
La desfilada va començar a les 18:30, hora local. Incloïa una actuació de l'Orquestra Filharmònica Unida dirigida pel mestre egipci Nader Abbasi i composta per l'artista egipci Hisham Nazih. L'actuació va incloure un cant en egipci antic titulat "Una reverència per Isis", cantat per la soprano egípcia Amira Selim, les paraules del qual van ser extretes de les inscripcions de les parets de Deir el-Shelwit a Luxor. Altres lletres emprades van ser extretes del Llibre dels morts i dels textos de la piràmide.
Durant la desfilada es van mostrar múltiples enregistraments, inclosos actors i actrius egipcis en molts jaciments arqueològics egipcis antics, així com un vídeo de l’actor egipci Khaled El Nabawy recorrent molts llocs d’Egipte restaurats en els darrers anys. Durant la desfilada, les carreteres que portaven als dos museus o a prop d’elles estaven tancades i sota una forta seguretat. A la porta del NMEC, el president egipci Abdel Fattah el-Sisi va rebre el comboi, i es van disparar fins a 21 trets de salves de la guàrdia republicana.

## Mòmies traslladades
Els carruatges es desplaçaven per ordre cronològic del seu regnat:
- Rei Seqenenre Tao
- Reina Ahmose-Nefertari
- Rei Amenhotep I
- Reina Merit Amun
- Rei Tuthmosis I
- Rei Tuthmosis II
- Reina Hatshepsut
- Rei Tuthmosis III
- Rei Amenhotep II
- Rei Tuthmosis IV
- Rei Amenhotep III
- Reina Tiye
- Rei Seti I
- Rei Ramsès II
- Rei Merenptah
- Rei Seti II
- Rei Siptah
- Rei Ramsès III
- Rei Ramsès IV
- Rei Ramsès V
- Rei Ramsès VI
- Rei Ramsès IX